# PCC-Stadion
Das PCC-Stadion ist ein Fußballstadion im Stadtteil Homberg der nordrhein-westfälischen Großstadt Duisburg. Der Namensgeber der Sportstätte ist die deutsche Unternehmensgruppe PCC SE, dem Hauptsponsor des VfB Homberg. Der ehemalige Fußball-Regionalligist VfB Homberg spielt im PCC-Stadion.

## Geschichte
Das PCC-Stadion wurde 2003 fertiggestellt und ist ein reines Fußballstadion. Es bietet Platz für 3000 Besucher. Auf der Haupttribüne befinden sich 800 überdachte Sitzplätze sowie Stehplätze in Form von sieben Betonstufen. Unterhalb der Tribüne befinden sich die Umkleidekabinen und das Vereinsheim des VfB Homberg. Auf der Außenseite der Tribüne ist das Logo des VfB Homberg aufgemalt. Im Eingangsbereich befindet sich eine Tafel, auf der das Logo des MSV Duisburg sowie die Erfolge des Vereins angeschlagen sind. Die Gegenseite besteht aus Graswällen und zwei Betonstufen, seit dem Sommer 2019 ist dort – eine Folge des Aufstiegs in die Regionalliga West – ein mit Zäunen abgetrennter Gästebereich eingerichtet. Die Anzeigetafel befindet sich ebenfalls auf der Gegenseite, im Sommer wurde die Original-Anzeige durch ein neues Modell ersetzt. Hinter den Toren befinden sich reine Graswälle.
Hinter der Tribüne befinden sich zwei Kunstrasenplätze, die für den Trainingsbetrieb aller Mannschaften des VfB Homberg und für Pflichtspiele aller Teams außer der ersten Mannschaft genutzt werden.